# Brunellia farallonensis
Brunellia farallonensis är en tvåhjärtbladig växtart som beskrevs av José Cuatrecasas. Brunellia farallonensis ingår i släktet Brunellia och familjen Brunelliaceae. Inga underarter finns listade i Catalogue of Life.